# Dacnusa ussuriensis
Dacnusa ussuriensis är en stekelart som beskrevs av Vladimir Ivanovich Tobias 1998. Dacnusa ussuriensis ingår i släktet Dacnusa och familjen bracksteklar. Inga underarter finns listade i Catalogue of Life.